# Sẻ đồng hung

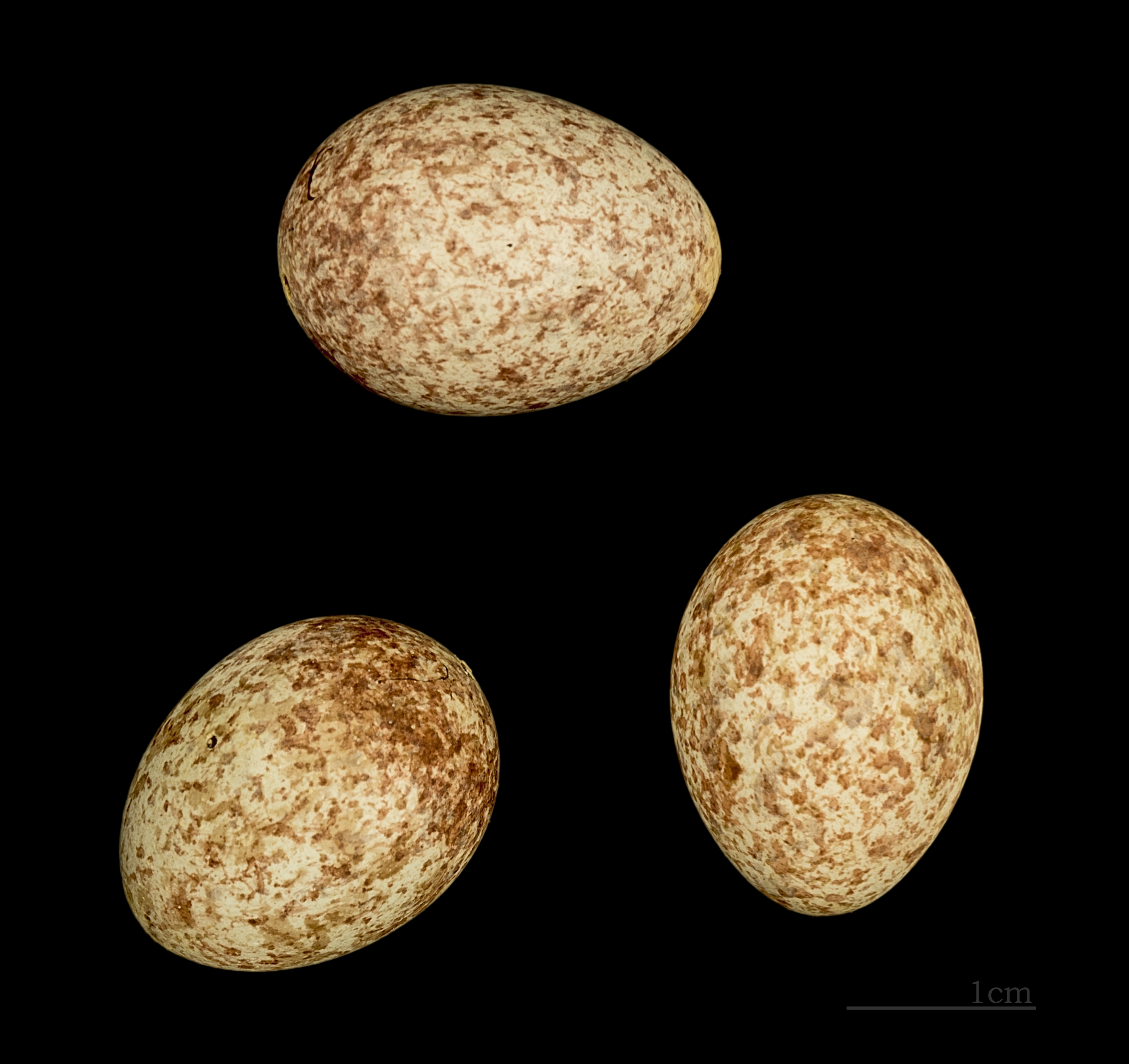
Emberiza rutila

Emberiza rutila là một loài chim trong họ Emberizidae.